# Lonchocarpus subulidentatus
Lonchocarpus subulidentatus là một loài thực vật có hoa trong họ Đậu. Loài này được Buttner miêu tả khoa học đầu tiên.